# Roman Turek
Roman Turek (* 21. Mai 1970 in Strakonice, Tschechoslowakei) ist ein ehemaliger tschechischer Eishockeytorwart, der während seiner Karriere unter anderem von 1996 bis 2004 in der National Hockey League für die Dallas Stars, die St. Louis Blues und die Calgary Flames und die Nürnberg Ice Tigers in der DEL spielte.

## Karriere
Roman Turek wurde beim NHL Entry Draft 1990 von den Minnesota North Stars in der sechsten Runde gezogen (insgesamt auf Platz 113). Er spielte danach erstmal weiter in der tschechischen Liga bei HC České Budějovice in Budweis, bis er 1995 in die Deutsche Eishockey Liga wechselte und bei den Nürnberg Ice Tigers spielte, für die er 53 Spiele absolvierte.

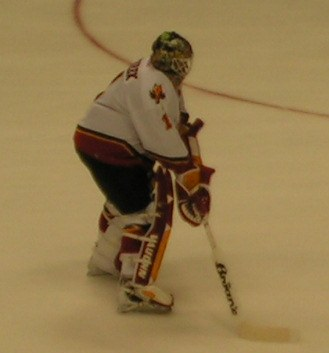
Roman Turek im Trikot der Calgary Flames

1996 wurde er zum besten Torhüter der Eishockey-Weltmeisterschaft gewählt und wurde erstmals in die NHL zu den Dallas Stars, die durch einen Umzug des Teams von Minnesota nach Dallas gegründet wurden,  berufen. Allerdings bekam er zunächst nur sehr wenig Eiszeit und spielte hauptsächlich in der unterklassigen IHL. In den folgenden zwei Spielzeiten kam er öfter in der NHL zum Einsatz, auch wenn er nicht die Nummer 1 wurde, und gewann 1999 mit den Dallas Stars den Stanley Cup und zusammen mit Torhüter-Kollege Ed Belfour die William M. Jennings Trophy. Zu Beginn der Saison 1999/2000 wurde Roman Turek zu den St. Louis Blues transferiert, bei denen er es sofort zum Stammtorhüter schaffte und erneut die William M. Jennings Trophy für den/die Torhüter mit den wenigsten Gegentreffern gewann. Im Sommer 2001 transferiert man ihn zu den Calgary Flames, bei denen er ebenfalls die Nummer 1 war. Jedoch hatte er in der Saison 2003/04 mehrere Verletzungen, weshalb er nur 18 Spiele absolvierte. Während des Lockouts in der Saison 2004/05 fanden keine Spiele in der NHL statt, weshalb er zurück nach Budweis ging, um beim HC České Budějovice in der zweiten tschechischen Liga zu spielen. Mit der Mannschaft des HCCB schaffte er in der gleichen Saison den Aufstieg in die tschechische Extraliga.

### Besonderheiten
Roman Turek ist ein großer Fan der britischen Musikgruppe Iron Maiden. Er wollte unbedingt Eddie, das "Maskottchen" von Iron Maiden, auf seiner Torwartmaske haben. In Deutschland ließ er sich Eddie auf seine Maske malen und spielte mit der Maske bei den Nürnberg Ice Tigers. Auch in der National Hockey League spielte er mit Masken, auf denen Eddie und weitere Symbole von Iron Maiden zu sehen waren.

## Erfolge und Auszeichnungen
- 1988: Goldmedaille bei der U18-Junioren-Europameisterschaft
- 1989: Bronzemedaille bei der U20-Junioren-Weltmeisterschaft
- 1990: Bronzemedaille bei der U20-Junioren-Weltmeisterschaft
- 1993: Bronzemedaille bei der Weltmeisterschaft
- 1994: Tschechiens Spieler des Jahres
- 1996: Bester Torhüter der Weltmeisterschaft
- 1996: Goldmedaille bei der Weltmeisterschaft
- 1999: Stanley-Cup-Gewinn mit den Dallas Stars
- 1999: William M. Jennings Trophy (gemeinsam mit Ed Belfour)
- 2000: NHL All-Star Game
- 2000: William M. Jennings Trophy
- 2000: NHL Second All-Star Team
- 2005: Aufstieg in die tschechische Extraliga
- 2023: Aufnahme in die Tschechische Eishockey-Ruhmeshalle